# Saltos ornamentais no Campeonato Mundial de Esportes Aquáticos de 2011
Os eventos dos saltos ornamentais no Campeonato Mundial de Esportes Aquáticos de 2011 ocorreram entre 16 e 24 de julho no Shanghai Oriental Sports Center.

## Calendário
| Julho              | 16 | 17 | 18 | 19 | 20 | 21 | 22 | 23 | 24 | 25 | 26 | 27 | 28 | 29 | 30 | 31 | T  |
| ------------------ | -- | -- | -- | -- | -- | -- | -- | -- | -- | -- | -- | -- | -- | -- | -- | -- | -- |
| Saltos ornamentais | 1  | 1  | 2  | 2  |    | 1  | 1  | 1  | 1  |    |    |    |    |    |    |    | 10 |

## Eventos
| Data        | Hora (UTC+8) | Evento                                                |
| ----------- | ------------ | ----------------------------------------------------- |
| 16 de julho | 10:00        | Trampolim 3 m sincronizado feminino (preliminares)    |
| 16 de julho | 13:00        | Trampolim 1 m masculino (preliminares)                |
| 16 de julho | 17:15        | Trampolim 3 m sincronizado feminino (final)           |
| 17 de julho | 10:00        | Plataforma 10 m sincronizado masculino (preliminares) |
| 17 de julho | 13:00        | Trampolim 1 m feminino (preliminares)                 |
| 17 de julho | 17:05        | Plataforma 10 m sincronizado masculino (final)        |
| 18 de julho | 10:00        | Plataforma 10 m sincronizado feminino (preliminares)  |
| 18 de julho | 14:00        | Trampolim 1 m masculino (final)                       |
| 18 de julho | 17:15        | Plataforma 10 m sincronizado feminino (final)         |
| 19 de julho | 10:00        | Trampolim 3 m sincronizado masculino (preliminares)   |
| 19 de julho | 14:00        | Trampolim 1 m feminino (final)                        |
| 19 de julho | 17:05        | Trampolim 3 m sincronizado masculino (final)          |
| 20 de julho | 10:00        | Plataforma 10 m feminino (preliminares)               |
| 20 de julho | 14:00        | Plataforma 10 m feminino (semifinal)                  |
| 21 de julho | 09:00        | Trampolim 3 m masculino (preliminares)                |
| 21 de julho | 14:00        | Trampolim 3 m masculino (semifinal)                   |
| 21 de julho | 17:15        | Plataforma 10 m feminino (final)                      |
| 22 de julho | 10:00        | Trampolim 3 m feminino (preliminares)                 |
| 22 de julho | 14:00        | Trampolim 3 m feminino (semifinal)                    |
| 22 de julho | 17:05        | Trampolim 3 m masculino (final)                       |
| 23 de julho | 10:00        | Plataforma 10 m masculino (preliminares)              |
| 23 de julho | 14:00        | Plataforma 10 m masculino (semifinal)                 |
| 23 de julho | 17:05        | Trampolim 3 m feminino (final)                        |
| 24 de julho | 16:05        | Plataforma 10 m masculino (final)                     |

## Quadro de medalhas
| Ordem | País           |    |    |    |    |
| 1     | China          | 10 | 4  |    | 14 |
| 2     | Rússia         |    | 2  | 1  | 3  |
| 3     | Alemanha       |    | 1  | 3  | 4  |
| 4     | Austrália      |    | 1  | 1  | 2  |
| 4     | Canadá         |    | 1  | 1  | 2  |
| 6     | Estados Unidos |    | 1  |    | 1  |
| 7     | México         |    |    | 2  | 2  |
| 8     | Itália         |    |    | 1  | 1  |
| 8     | Ucrânia        |    |    | 1  | 1  |
| TOTAL | TOTAL          | 10 | 10 | 10 | 30 |

## Medalhistas
Masculino
| Evento                                | Ouro                         | Ouro   | Prata                                      | Prata  | Bronze                                              | Bronze |
| Trampolim 1 m individual detalhes     | CHN Li Shixin                | 463,90 | CHN He Min                                 | 444,00 | GER Pavlo Rozenberg                                 | 436,50 |
| Trampolim 3 m individual detalhes     | CHN He Chong                 | 554,30 | RUS Ilya Zakharov                          | 508,95 | RUS Evgeny Kuznetsov                                | 493,55 |
| Trampolim 3 m sincronizado detalhes   | CHN China Qin Kai Luo Yutong | 463,98 | RUS Rússia Ilya Zakharov Evgeny Kuznetsov  | 451,89 | MEX México Yahel Castillo Julián Sánchez            | 437,61 |
| Plataforma 10 m individual detalhes   | CHN Qiu Bo                   | 585.45 | USA David Boudia                           | 544.25 | GER Sascha Klein                                    | 534.50 |
| Plataforma 10 m sincronizado detalhes | CHN China Qiu Bo Huo Liang   | 480,03 | GER Alemanha Patrick Hausding Sascha Klein | 443,01 | UKR Ucrânia Oleksandr Gorshkovozov Oleksandr Bondar | 435,36 |

Feminino
| Evento                                | Ouro                           | Ouro   | Prata                                    | Prata  | Bronze                                         | Bronze |
| Trampolim 1 m individual detalhes     | CHN Shi Tingmao                | 318,65 | CHN Wang Han                             | 310,20 | ITA Tania Cagnotto                             | 295,45 |
| Trampolim 3 m individual detalhes     | CHN Wu Minxia                  | 380,85 | CHN He Zi                                | 379,15 | CAN Jennifer Abel                              | 365,10 |
| Trampolim 3 m sincronizado detalhes   | CHN China Wu Minxia He Zi      | 356,40 | CAN Canadá Émilie Heymans Jennifer Abel  | 313,50 | AUS Austrália Anabelle Smith Sharleen Stratton | 306,90 |
| Plataforma 10 m individual detalhes   | CHN Chen Ruolin                | 405,30 | CHN Hu Yadan                             | 394,00 | MEX Paola Espinosa                             | 377,15 |
| Plataforma 10 m sincronizado detalhes | CHN China Wang Hao Chen Ruolin | 362,58 | AUS Austrália Alexandra Croak Melissa Wu | 325,92 | GER Alemanha Christin Steuer Nora Subschinski  | 316,29 |